# Krogsbølle Kirke
Krogsbølle Kirke er en middelalderlig kirke i landsbyen Krogsbølle i Krogsbølle Sogn i Nordfyns Kommune. Kirken hed oprindelig Hundstrup Kirke, efter en forsvundet eller nedlagt landsby på egnen. Kirken var i middelalderen viet til Sankt Nikolaj.
Biskop Mogens Krafse annekterede 1468 Krogsbølle og Hjadstrup kirker til Sankt Knuds Kapel i Odense Sankt Knuds Kirke, et kapel biskoppen havde stiftet to år tidligere. 1524-26 bidrog kirken med 10 mark ved landehjælpen.
Efter reformationen 1536 var kirken Kronens eje. Podebuskerne på den nærliggende herregård Kørup hævdede 1630 at have patronatsretten til kirken, som imidlertid 1643 fortsat er oplyst at være kongens og kronens kirke. 1681 erhvervede Mourids Podebusk kirken og inkorporerede den i baroniet Einsidelsborg, og kirken tilhørte dette indtil overgangen til selveje 1. januar 1928.
Kirken var annekskirke til den middelalderlige kirke i landsbyen Kørup (se nedenfor). Da sidstnævnte blev lagt under Agernæs Kirke blev Krogsbølle (under navnet Hundstrup) i stedet anneks til Agernæs Sogn. Det vil sige, at den frem til 1602 var anneks til selve Agernæs Kirke, og herefter til den nyopførte kirke ved herregården Kørup (se nedenfor). 1633 søgte Henrik Podebusk uden held om tilladelse til at nedrive kirken og bruge materialerne til at genopføre Agernæs Kirke.
I 1700-tallet måtte man opgive at redde den forfaldne renæssancekirke ved Kørup, og i stedet blev det 1787 besluttet at slå Agernæs og Hundstrup sogne og lade Krogsbølle Kirke være sognekirke for begge. Selvom der var tale om at udvide kirken i den forbindelse, førte sognesammenlægningen ikke til en udvidelse af kirkebygningen.

## Bygningen
Kirken er i udgangspunktet en romansk bygning bestående af et skib på cirka 17,5 m og et kor på 7,3 m. Det meste af denne bygning er endnu bevaret, nemlig både koret, skibets langmure og dele af de østre gavltrekanter. Den romanske kirke er opført i kvadersten sat på en dobbeltsokkel. Der er intet tilbage af de oprindelige døre, ligesom de romanske vinduer ikke er i brug, men har sat sig spor flere steder i murværket.
Kirken er imidlertid ombygget og udvidet flere gange, ikke mindst i 1400-tallet. Først blev der rejst et tårn i vest, som er opført af munkesten ligesom det er tilfældet med alle de øvrige senmiddelalderlige forandringer. Dernæst blev der indbygget hvælv i både kor og skib, og endelig rejstes der et våbenhus ud for skibets syddør i årene frem mod reformationen.
Under en omfattende istandsættelse af kirken 1836 blev tårnet skåret ned til skibets gesimshøjde og det nuværende blev derefter opført. Desuden blev kirkens vinduesåbninger og døre udvidede ved denne istandsættelse.

## Inventar
Kirkens ældste inventargenstand er en romansk døbefont af såkaldt "Højbytype", der er meget udbredt på egnen. Fra middelalderen stammer desuden en klokke fra 1420 og et korbuekrucifiks, hvis kors er rigt udsmykket med firpasender og sirlige krabbeblade, er fra o. 1475-1500. Ingen af disse genstande er dog oprindeligt Krogsbølles. Klokken blev støbt til Jerne Kirke og er nok anskaffet efter klokkekonfiskationen 1528. Korbuekrucifikset er overflyttet fra kirken ved Kørup ved sognesammenlægningen 1787 og stammer formentlig fra sidstnævntes forgænger, Agernæs Kirke.
Det efterreformatoriske inventar afspejler kirkens nære tilknytning til Kørup og Egebjerggård. Claus Podebusk og Sidsel Ulfstand skænkede alterkalken 1592, Malte Podebusk og Magdalena Julilane von Promnitz skænkede disken i første del af 1700-tallet, og 1788 forærede kirkeejer Joachim Godske Moltke en oblatæske og en alterkande udført af guldsmed Christian Nielsen Linnebach.
Prædikestolen og stolestaderne stammer fra en istandsættelse 1838-41, mens altertavlen med maleriet af Fremstillingen i Templet malet 1840, alterbordet og et rødt fløjlsalterklæde er skænket 1846 af kirkeejer Ulrik Petersdorf.

## Gravminder
Kirkens antikvariske gravminder omfatter en romansk gravsten, der er indsat i ligkapellets væg, to støbejernskors i gennembrudt arbejde fra 1800-tallets midte og grevskabet Roepstorffs familiebegravelse på kirkegården.

## Kirken i den forsvundne landsby Kørup (Krogsbølle Sogn)
En middelalderlig landbykirke i Kørup tjente som sognekirke frem til 1555, da den blev nedrevet og sognet lagt under Angernæs Sogn.

## Agernæs Kirke og Agernæs Bedehus (Krogsbølle Sogn)
Agernæs Kirke blev opført i middelalderen og tjente som sognekirke frem til 1601. Kirken lå i landsbyens sydlige del, hvor både sognets præstegård og kirkegård lå. Begge var i brug frem til 1700-tallets slutning, da Agernæs Sogn blev lagt under Krogsbølle Sogn.
Der vides kun meget lidt om kirkens ældste historie, bort set fra, at da landsbykirken i Kørup blev nedlagt 1555 blev dette område syd for Krogsbølle Fjord lagt til Agernæs Sogn. 1567 solgte kronen kirken til Mourids Podebusk på Kørup. Han fik 1574 tilladelse til at rive Agernæs Kirke ned og erstatte den med en ny kirke beliggende ved sin herregård, men på den modsatte side af Krogsbølle Fjord end Agernæs, hvor både præsten og hovedparten af sognefolket boede.
Agernæs Kirke var endnu i brug i 1600-tallets slutning og blev visiteret af biskop Jacob Madsen både 1589 og 1596. 1601 blev den så endelig taget ud af brug, og Claus Podebusk fik lov til at fjerne blytaget for at anvende det på den ny sognekirke, Trefoldighedskirken ved Kørup. Herefter stod murene uden tag, men åbenbart i en stand, så Henrik Podebusk 1633 ønskede at nedrive Krogsbølle Kirke og bruge materialerne til at istandsætte Agernæs Kirke, så den fremover kunne servicere området nord for fjorden. Dette blev imidlertid ikke tilladt, og Agernæs Kirke forfaldt herefter i en grad, så den 1707 blev beskrevet som "ganske ruineret, ødelagt og slet forfalden, så der findes intet mere af den, end tårnmuren, muren af den østre gavl og den nederste del af den nordre mur".
Agernæs Bedehus. For at løse de udfordringer det gav, at Agernæs Sogn i tiden efter 1601 blev betjent af en kirke, der lå syd for Krogsbølle Fjord, opførte man 1738 et Bedehus på Agernæs Kirkegård. Intentionen var, at dette kunne servicere landsbyen om vinteren, hvor det lavvandede vadested til Kørup gjorde det svært for både menighed og præst at komme til Trefoldighedskirken. I første omgang blev det blot brugt til aftensang, onsdagsprædiken i fasten og skriftemål, men fra 1761 overtog det gudstjenesten i tiden mellem 29. september og påske. Da sognekirken 1775 var i meget ringe stand blev det undersøgt, om bedehuset kunne udbygges, men slutresultatet blev, at Agernæs Sogn 1787 blev lagt under Krogsbølle Sogn og bedehuset omdannet til et hospital.
Fra Agernæs Kirke kendes kun ganske lidt inventar. Biskop Jacob Madsen nævner 1589, at altertavlen viste Jesus som Verdensdommer flankeret af Maria og Johannes Døberen. Kirkens korbuekrucifiks må formodes at være overgået til Trefoldighedskirken, da denne afløste Agernæs som sognekirke. I så fald er det identisk med det, der 1787 blev overført til Krogsbølle Kirke og endnu pryder den (se ovenfor).

## Trefoldighedskirken ved herregården Kørup (Krogsbølle Sogn)
Trefoldighedskirken ved Kørup blev påbegyndt at Mourids Podebusk, der 1567 havde erhvervet patronatsretten til Agernæs Kirke og 1575 fik tilladelse til at erstatte middelalderkirken med en ny sognekirke ved herregården. Ambitionen har utvivlsomt været at etablere en egentlig gravkirke for Podebuskslægten, mens selve sognekirkefunktionen var af mindre betydning, og man lod både præste- og kirkegården forblive i Agernæs.
Opførelsen af kirken gik ret hurtigt i stå, og efter Mourids' død 1593 blev det sønnen, Claus Podebusk, der færdiggjorde kirken. I 1601 blev sognebønderne pålagt at søge deres "rette sognekirke" ved Kørup, selvom denne først stod færdigindrettet året efter og blev indviet 29. august 1602. Som mange andre lutherske kirker blev den viet til Trefoldigheden.
Renæssancekirken stod i mindre end 200 år, både fordi kirken lå uhensigtsmæssigt (nær herregården, men på den modsatte side af Krogsbølle Fjord end dens sognefolk), og fordi der var problemer med bygningen. 1761 blev det besluttet at flytte gudstjenesterne til bedehuset i Agernæs (se ovenfor), og 1770 var Trefoldighedskirken i så elendig stand, at det var farligt at opholde sig i den. Ved kongebrev 1781 blev det tilladt at lade "den aldeles ubrugbare og for sognets beboere så ubelejlige kirke" nedrive, og 1787 blev sognet (Agernæs Sogn) lagt under Krogsbølle Kirke.
Bygning. Den mere end 40 meter lange kirke var opført som et øst-vestorienteret langhus af munkesten lagt i krydsskifte over en granitsokkel. Indgangen var i vest, hvor en imponerende sandstensportal var opført. Denne er beskrevet 1706-07 som "en grå sten" med slidt indskift, der berettede om Podebuskernes opførelse af kirken. Over tekstfeltet var et halvfigursportræt og tre vildmænd "hver saa høy er stor som en fuldkomen Mand" der holdt Podebusks og Ulfstands våbener. En beskrivelse fra 1775 oplyser, at var opdelt i fire hvælv, som imidlertid var så forfaldne, at de var i fare for at styrte ned. Da kirken blev nedrevet var dens østgavl bygget sammen med Kørups avlsbygninger, hvorfor denne gavl overlevede helt frem til efter 1889.
Inventar. Kirkens ældste inventar må formodes at være overført fra den nedrevne Agernæs Kirke. Tilsyneladende blev dette udstillet i tårnrummet, hvor træskærerarbejder fra senmiddelalderlige altertavler er omtalt igennem 1700-tallet. Således blev kirkedøren flankeret af en Nådefader og en skulptur af Maria med Barnet.
1706 er det omtalt, at kirkens altertavle var i tre dele, altså en typisk renæssancetavle. I storfeltet skildredes Kongernes Tilbedelse, herunder var forskellige bibelcitater. Topstykket er beskrevet som "mange små billeder er udhugget om Kristi fødsel" og tavlen blev kronet af et krucifiks. Postamentet var delt i fem felter med citater af Luthers lille katetismus og langs altertavlens sider var de 12 apostle. Denne altertavle blev udskiftet før 1750 med en "smuk" altertavle, der rummede Nadverens Indstiftelse med Fadervor og Indstiftelsesordene citeret nedenunder.
Som nævnt ovenfor var det korbuekrucifiks, der nu er i Krogsbølle Kirke, i Trefoldighedskirken fra 1602 til 1787. Det er dog betydelig ældre og må derfor stamme fra den oprindelige sognekirke i Agernæs.
Et herskabspulpitur blev indrettet 1625 tværs over skibet i dets østende, sådan at koret var afsondret fra skibet.
I kirken var ophængt et enestående 150 cm patriarkalkors udført af bjergkrystal, som nu er i Nationalmuseet (inv. nr. 9071).
Gravminder. Da kirken blev bygget, blev der indrettet en stor, overhvælvet gravkrypt for Podebuskerne på Kørup. Ifølge en fortegnelse fra 1782 stod der da to sarkifager og 12 egetræskister i krypten. Krypten overlevede kirkens nedrivning og henlå under åben indtil den blev sløjfet 1834. De to sarkofager, en benkiste med 28-30 lig og en kasse med kisteplader og -beslag blev herefter overført til slægtens gravkirke, St-Maria-Magdalena-Kirche, Vilmnitz. Her står Male Podebusks kirke i skibet.

## Billeder
- Krogsbølle Kirke fra syd
- Krogsbølle Kirke fra nord

- Krogsbølle Kirkes prædikestol
- Krogsbølle Kirkes alter
- Krogsbølle Kirkes orgel

## Eksterne kilder og henvisninger
- Kirkens beskrivelse hos Trap – Kongeriget Danmark, 3. udgave, bind 3, s. 474
- Krogsbølle Kirke hos KortTilKirken.dk
- Krogsbølle Kirke hos danmarkskirker.natmus.dk (Danmarks Kirker, Nationalmuseet)